# Poecilium mediofasciatum
Poecilium mediofasciatum är en skalbaggsart som först beskrevs av Maurice Pic 1933.  Poecilium mediofasciatum ingår i släktet Poecilium och familjen långhorningar. Inga underarter finns listade i Catalogue of Life.